# Brachythele longitarsis
Brachythele longitarsis är en spindelart som beskrevs av Simon 1891. Brachythele longitarsis ingår i släktet Brachythele och familjen Nemesiidae. Inga underarter finns listade.